# Stadtarchiv Bad Waldsee
Das Stadtarchiv Bad Waldsee befindet sich im Gelände des ehemaligen Augustinerchorherrenstifts St. Peter in der Großen Kreisstadt Bad Waldsee im Landkreis Ravensburg in Baden-Württemberg. Es bewahrt die städtische Überlieferung seit dem Jahr 1298 und in seinen Räumen befindet sich zudem das Stadtseemuseum. Sein archivalisches Sammelgebiet sind Dokumente und Urkunden zur Geschichte Bad Waldsees sowie die Akten der Stadt und der Stadtverwaltung.

## Geschichte
Die besondere historische Situation der Stadt Waldsee hat zur Bildung einer, für eine Stadt dieser Größe, ungewöhnlich umfangreichen Überlieferung geführt. Die Herren von Wallsee, die 1298 wohl die Verleihung der Stadtrechte erreichten, veräußerten in den 1330er Jahren ihren Besitz an ihre Dienstherren, das Haus Habsburg. Damit blieben die Habsburger bis zum Ende des alten Reiches Stadtherren von Waldsee, meist in Gestalt des Reichsoberhauptes selbst, oder der Erzherzöge von Vorderösterreich. Diese Situation führte zu einer reichen Privilegierung der Stadt.
Andauernde Konflikte mit dem ortsansässigen Augustinerchorherrenstift St. Peter, oder der Adelsfamilie Waldburg führten dazu, dass das Stadtarchiv als „Waffenkammer für den Prozess der frühen Neuzeit“ eine hohe Relevanz für die Stadt erlangte.
Mit der Integration in das Königreich Württemberg und dem damit verbundenen Verlust an Freiheitsrechten verfiel das Interesse an den Archivbeständen zusehends. Der Zentralisierung durch die königlich-württembergische Archivverwaltung entging das Archiv, möglicherweise trug der geringe Erschließungsgrad der Bestände dazu bei, dass die Bedeutung einzelner Unterlagen nicht zutage trat. Erst der Ratsschreiber Johann Sailer hat 1830 eine grobe Vorsortierung vorgenommen, bis schließlich der fürstlich-zeilsche Archivar U. Schwanzer 1897 eine umfassende Verzeichnung der Bestände bis zum Ende des alten Reichs in Findbücher übernahm.
Bis in die 1990er Jahre wurde das Archiv in einem Anbau des städtischen Rathauses aufbewahrt, bevor es unter der Ägide Michael Barczyks in die heutigen Räumlichkeiten im Klosterhof 3 zog. Seit 2019 steht das Archiv unter hauptamtlicher Leitung und hat damit stark erhöhte Öffnungszeiten sowie historische Bildungs- und Öffentlichkeitsarbeit.

## Gebäude
Das Stadtarchiv befindet sich im ehemaligen Augustinerchorherrenstift. Das Areal umfasst neben der Stiftskirche, dem ehemaligen Bibliotheksbau, und der Vogtei noch den ursprünglichen Westflügel des Klosters, während der Ostflügel mitsamt des Kaisersaals ein Raub der Flammen wurde. Heute befinden sich neben dem Stadtarchiv im besagten Westflügel die Volkshochschule der Stadt Bad Waldsee, die Geschäftsstellen mehrerer Vereine, Unterkünfte für Geflüchtete, sowie privates Stockwerkseigentum.

## Bestände
Das Stadtarchiv verfügt über eine umfangreiche Überlieferung aus dem Mittelalter und der frühen Neuzeit. Etwa 2000 Aktenstücke, Urkunden und Bände bilden dabei den Hauptteil dieses Bestandes. Bedeutendster Teil der Überlieferung sind 56 Herrscherurkunden von Kaisern, Königen, Erzherzögen und Päpsten.
Die Überlieferung des 19. und 20. Jahrhunderts ist nur zu Teilen erschlossen und umfasst etwa 500 laufende Meter. Mehrere Nachlässe werden im Stadtarchiv aufbewahrt, wie etwa das Werk Josef Krug-Waldsees. Es besteht zudem eine Zeitungssammlung des Waldseer Wochen/Tagblatts sowie der Schwäbischen Zeitung von 1833 bis 2024. Ratsprotokolle sind ab 1618 überliefert, Contracten- und Kaufbücher gehen bis in das Jahr 1645 zurück. Die nur teilweise erschlossene Überlieferung umfasst unter anderem Brandrecesse, die serielle Überlieferung des Kornhauses, Abrechnungen, Inventuren und Teilungen, sowie die Stiftungspflege des Spitals.

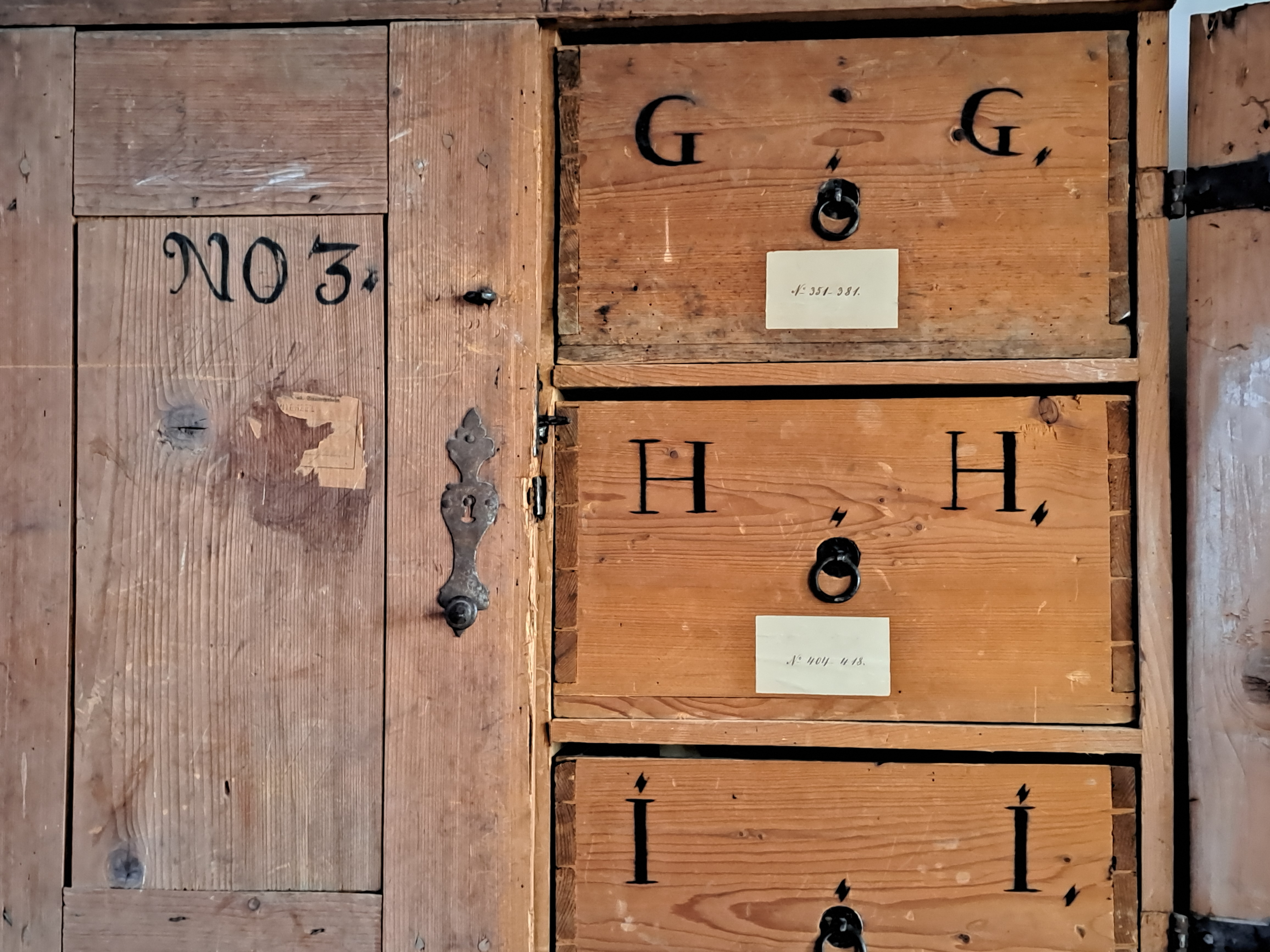
Historischer Fluchtkasten Bad Waldsees. Links ist noch der Aufkleber der königlich-württembergischen Eisenbahn zu erkennen, als diese Kästen zur Verzeichnung nach Schloss Zeil gebracht wurden.

Teil des Stadtarchivs ist eine Sammlung an archäologischen Tauchfunden aus dem Stadtsee. Mehrere hundert Glas- und Tonwaren, Militaria, Ofenkacheln und Alltagsgegenstände werden teils im Archiv ausgestellt, teils im Depot bewahrt.

## Leitung des Stadtarchivs
- 1892: U. Schwanzer (Fürstl. zeilscher Sekretär)
- 1948: Herrmann Klocker (Oberstudienrat)
- 1959: Herrmann Mayer (Oberlehrer)
- 1975: Michael Barczyk (Oberstudienrat)
- 2019: Michael Tassilo Wild  (erster hauptamtlicher Archivar)